# اسلوپ کلاس گریهاند
اسلوپ کلاس گریهاند (به انگلیسی: Greyhound-class sloop) یک کلاس از اسلوپ‌ها است که طول آن ۱۷۲ فوت ۶ اینچ (۵۲٫۵۸ متر) می‌باشد. این کلاس از کشتی در سال ۱۸۵۹ ساخته شد.